# ان‌کرسز
ان‌کرسز (به انگلیسی: Ncurses) که نامش مختصر شدهٔ New Curses است، یک کتابخانه برنامه‌نویسی است که رابط‌های برنامه‌نویسی نرم‌افزاری را فراهم می‌کند که یک برنامه‌نویس به کمک آنها می‌تواند رابط کاربری مبتنی بر متن ایجاد کند. این رابط‌های کاربری مستقل از ترمینال هستند. به عبارت دیگر، رابط‌های کاربری که توسط این کتابخانه طراحی می‌شوند، به صورت شبه-گرافیکی هستند و تحت یک شبیه‌سازی ترمینال به اجرا درمی‌آیند. این کتابخانه، یکی از معدود پروژه‌های نرم‌افزاری گنو است که تحت پروانه‌ای به غیر از جی‌پی‌ال یا ال‌جی‌پی‌ال منتشر می‌شود.